# Seconda battaglia di Chlumec
La seconda battaglia di Chlumec fu l'atto finale di una disputa ereditaria sul ducato di Boemia che ebbe luogo il 18 febbraio 1126 vicino al villaggio di Chlumec u Chabařovic (in tedesco Kulm, per questo è chiamata anche seconda battaglia di Kulm) sul lato meridionale dei Monti Metalliferi orientali. Le truppe boeme sotto Sobeslao I trionfarono sul re Lotario II e il suo alleato moravo Ottone II il Nero.

## Artefatti
All'inizio del XII secolo, la Boemia visse un periodo di instabilità politica. I duchi della dinastia dei Přemyslidi si succedettero rapidamente in quanto Bretislao I aveva introdotto la legge di successione per anzianità nell'XI secolo, secondo la quale il membro maschio più anziano della dinastia aveva diritto al trono. Con ogni nuovo duca, gli altri pretendenti salivano nell'ordine di successione. Più la dinastia si ramificava, però, più diventava difficile applicare le regole di anzianità. A volte c'erano diversi duchi ufficialmente riconosciuti dall'imperatore uno accanto all'altro. In pratica, al trono di Praga saliva colui che poteva effettivamente far valere le sue pretese e portare la nobiltà boema dalla sua parte.
Dopo la morte di Vladislao I nel 1125, ci furono due candidati al trono: il fratello di Vladislao, Sobeslao I, e Ottone il Nero, che regnava su gran parte della Moravia. Dopo che Vladislao si era riconciliato con suo fratello sul letto di morte, anche la nobiltà si schierò con Sobeslao e lo elevò, il 1º ottobre 1125, a duca. Ottone non solo aveva perso la disputa per il trono, ma in seguito perse anche parte dei suoi possedimenti moravi. Tuttavia, aveva ancora un potenziale alleato, il neoeletto re romano-tedesco Lotario II di Supplimburgo.
Alla fine di novembre 1125, in una riunione con i grandi bavaresi a Ratisbona, Lotario II decise di sostenere Ottone il Nero, che, secondo il cronista Ottone di Frisinga, gli aveva offerto molto denaro. Sobeslao, invece, non venne di persona a Ratisbona, ma inviò solo dei negoziatori. L'incontro si concluse per la delegazione del duca eletto con un ultimatum: il re minacciò un intervento armato delle truppe sassoni se la nobiltà non avesse cacciato da sola Sobeslao.

## Svolgimento
Nell'inverno del 1125/1126 Sobeslao si preparò per la guerra imminente. Si assicurò l'appoggio sacrale dei santi patroni boemi facendo realizzare uno stendardo miracoloso: esso consisteva nello stendardo di sant'Adalberto, trovato dal suo cappellano nella chiesa di Vrbčany e fissato alla lancia di san Venceslao. Lungo la Kulmer Steig, il percorso previsto delle armate sassoni attraverso le montagne di confine, fece costruire delle barriere e allestire accampamenti nascosti nei boschi dove radunò i suoi combattenti. L'inverno era stato estremamente duro e nevoso. A metà febbraio, però, le temperature aumentarono e l'inizio dello scioglimento della neve doveva rendere ancora più difficili i movimenti delle truppe nemiche.
Il 18 febbraio, l'esercito di Lotario attraversò il confine e avanzò verso la Boemia in una fitta tempesta di neve. La forza delle truppe è stimata in circa 2000-3000 combattenti, ai quali si opposero 3000-4000 boemi. Il percorso delle truppe e l'ubicazione del campo di battaglia non possono essere ricostruiti con precisioni dalle fonti. Sembra probabile che i sassoni discesero dalle alture del Nollendorf attraverso la valle di un torrente di montagna, il Tellnitz o l'Eulabach, in direzione di Chlumec/Kulm. Lotario aveva diviso il suo esercito in due gruppi: l'avanguardia, composta da circa 200 cavalieri con scorta e che avrebbe dovuto spianare la strada all'esercito principale, era al comando di Ottone il Nero. Questa avanguardia attaccò le truppe boeme in una stretta valle tra due ripide montagne vicino a Chlumec/Kulm. Inoltre, ci fu probabilmente una seconda battaglia con il corpo principale dell'esercito, probabilmente in un luogo diverso: secondo la tradizione locale, questo avvenne a Lotarův vrch (Lotterberg) vicino a Jílové (Eulau). La via del ritirata del re verso il passo di Nollendorf fu tagliata e questo fu circondato e intrappolato con il resto delle sue truppe; egli quindi assunse una posizione difensiva su una collina.
Nel complesso, la battaglia si concluse con una schiacciante sconfitta per il re. Mentre Sobeslao, secondo i cronisti, perse solamente tre combattenti, l'esercito di Lotario II perse 500 cavalieri. Ottone il Nero morì in battaglia e molti guerrieri sassoni furono fatti prigionieri. Tra di essi erano presenti anche nobili di alto rango come Alberto l'Orso e il futuro langravio Ludovico I di Turingia. Sobeslao, con alcuni grandi boemi, cercò il campo improvvisato del re e accettò il ducato di Boemia in feudo da lui prima di liberare i prigionieri e lasciar ritirare l'esercito avversario. L'atto ufficiale del feudo era un gesto vincolante che metteva fine allo stato di guerra. La pace fu negoziata dal burgravio di Magdeburgo e futuro margravio della marca del Nord e di Lusazia Enrico di Groitzsch.

## Conseguenze
Come Sobeslao prese la Boemia in feudo da Lotario II, il vincitore si sottomise al vinto. A prima vista, questo sembra contraddittorio, ma l'esito della battaglia in realtà portò vantaggi per entrambe le parti: Lotario rafforzò la sua posizione nell'impero, specialmente contro gli Hohenstaufen, mentre Sobeslao guadagnò prestigio per il suo dominio anche su scala internazionale.
Le cronache boeme, invece, non si concentrano tanto sulla persona del duca. La vittoria a Chlumec/Kulm è da loro descritta come merito di tutto il popolo, che come familia sancti Venceslai (servi di San Venceslao) ottenne la vittoria per intercessione del santo patrono. In questo contesto rientra anche la costruzione di una rotonda romanica, che Sobeslao fece costruire sulla sommità del vicino Říp e consacrata a Sant'Adalberto dal vescovo di Olomouc Jindřich Zdík. È considerato uno dei primi monumenti nazionali cechi. Tra le conseguenze della battaglia di Chlumec/Kulm, divenne visibile una nuova versione del concetto medievale di stato e di governo, in cui il sovrano combatte non solo per sé stesso ma per l'intero paese ed è ritenuto responsabile del suo benessere.

## Altre battaglie a Chlumec/Kulm
- Nella prima battaglia di Chlumec/Kulm nel 1040 un esercito del re Enrico III fu sconfitto dal duca Bretislao I di Boemia.
- Nella terza battaglia di Chlumec/Kulm nel 1813, durante la campagna di Germania del 1813, le truppe francesi sotto Dominique-Joseph René Vandamme furono sconfitte dalle truppe della coalizione alleata sotto Friedrich von Kleist.